# Pęknięcia głębokie
Pęknięcia głębokie – wada drewna z grupy pęknięć występująca w drewnie wszystkich gatunków drzew.
Pęknięcia głębokie bardzo często spowodowane są nieprawidłowym ścięciem drzewa, rzadziej przesychaniem surowca drzewnego. Pęknięcia takie mogą być przekrojem listwy mrozowej jak również każdego innego pęknięcia bocznego w tym, wywołanego uderzeniem pioruna.
Pęknięcie głębokie jest określane w obowiązujących normach jako: pęknięcie, które w drewnie o średnicy do 70 cm przekracza 1/10 średnicy odpowiedniego czoła, w drewnie o średnicy większej niż 70 cm, jest głębsze niż 7 cm.